# ヴィッランテーリオ
ヴィッランテーリオ（伊: Villanterio）は、イタリア共和国ロンバルディア州パヴィーア県にある、人口約3,300人の基礎自治体（コムーネ）。

## 地理

### 位置・広がり

#### 隣接コムーネ
隣接するコムーネは以下の通り。括弧内のLOはローディ県所属を示す。
- ジェレンツァーゴ
- インヴェルノ・エ・モンテレオーネ
- マゲルノ
- マルード (LO)
- サンタンジェロ・ロディジャーノ (LO)
- トッレ・ダレーゼ
- ヴァレーラ・フラッタ (LO)

### 気候分類・地震分類
気候分類では、zona E, 2628 GGに分類される。
また、イタリアの地震リスク階級 (it) では、zona 3 (sismicità bassa) に分類される
。